# Choriolaus ruficollis
Choriolaus ruficollis är en skalbaggsart som först beskrevs av Francis Polkinghorne Pascoe 1866.  Choriolaus ruficollis ingår i släktet Choriolaus och familjen långhorningar. Inga underarter finns listade i Catalogue of Life.